# Этерна
«Эте́рна» — российский сериал в жанре приключенческого фэнтези, основанный на цикле романов Веры Камши «Отблески Этерны» и транслируемый в онлайн-кинотеатре «Кинопоиск». В 2022 году на экраны вышла пилотная серия, «Этерна: Часть первая», которая подверглась критике из-за перегруженности сценария и неестественных диалогов. В 2023 году создатели решили перезапустить сериал с обновлённым актёрским ансамблем. Его показ начался 5 июля 2025 года.

## Сюжет
События «Этерны» развиваются в вымышленной вселенной, описанной в цикле романов Веры Камши «Отблески Этерны». В этом мире технологии и эстетика Западной Европы XVI—XVII веков сочетаются с магией, а в центре сюжета оказываются политические интриги и борьба за власть.
Действие разворачивается на Кэртиане — одной из планет во вселенной Ожерелья. Этерна — легендарная крепость, в которой мифические Стражи Заката противостояли вторжению из другого измерения. Считается, что Кэртиана была создана четвёркой богов (Стражей). Покидая планету, они оставили присматривать за ней Хранителей — правителей из рода Ракана и Повелителей Молний, Скал, Волн и Ветра, которые в дальнейшем основали Великие дома Кэртианы. Спустя сотни эпох, которые по законам этого мира длятся по 400 лет, боги так и не вернулись, и планета погрузилась в междоусобные войны. За 400 лет до начала событий сериала правителей из династии Ракана свергла с трона центрального государства Талига семья Оллар. Позже сторонники Раканов во главе с Повелителем Скал герцогом Окделлом подняли восстание, но были разбиты, а их лидера убил на дуэли верный семье Оллар герцог Рокэ Алва.
Главными героями сериала стали наследный принц в изгнании Альдо Ракан и сын погибшего лидера сопротивления Ричард Окделл. Ракан с бабушкой и своим наставником, другом и верным вассалом герцогом Робером Эпинэ живёт на содержании вольного города Агариса и строит планы свержения узурпатора, но после смены власти в городе новый правитель решает изгнать Раканов. Тем временем Ричард Окделл поступает в Лаик — школу оруженосцев, выпускники которой служат при королевском дворе. Он жаждет отомстить Алве за смерть отца, а противники режима рассчитывают использовать его как оружие в новом заговоре против короны.
Изначально планировалось, что вышедшая первая серия станет экспозицией, прологом к событиям последующих эпизодов. Её сценарий является адаптацией части первого романа цикла «Отблески Этерны» — «Красное на красном».

## В ролях
| Персонаж               | Этерна: Часть первая (2022) | Основной сериал (2025) |
| ---------------------- | --------------------------- | ---------------------- |
| Рокэ Алва              | Юрий Чурсин                 | Юрий Чурсин            |
| герцог Эгмонт Окделл   | Владислав Резник            | Виктор Добронравов     |
| Ричард Окделл          | Денис Нурулин               | Иван Трушин            |
| принц Альдо Ракан      | Анар Халилов                | Антон Рогачёв          |
| Мэллит                 | Валентина Ляпина            | Валентина Ляпина       |
| Матильда Ракан         | Екатерина Волкова           | Оксана Базилевич       |
| Робер Эпинэ            | Павел Крайнов               | Павел Чинарёв          |
| король Фердинанд Оллар | Денис Самойлов              | Михаил Тройник         |
| королева Катари Оллар  | Юлия Хлынина                | Любовь Константинова   |
| отец Герман            | Сергей Гилёв                | Иван Добронравов       |
| Эстебан Колиньяр       | Сергей Горошко              | Алексей Лукин          |
| Айрис Окделл           | Варвара Комарова            | Ксения Трейстер        |
| Мирабелла Окделл       | Ульяна Лукина               | Юлия Марченко          |
| Енниоль Гавионн        | Кирилл Козаков              | Евгений Стычкин        |
| кардинал Сильвестр     | Юрий Беляев                 | Евгений Сидихин        |

- Геннадий Смирнов — граф Август Штанцлер
- Валерий Кухарешин — герцог Вальтер Придд
- Виталий Коваленко — Арнольд Арамона

## Создание и релиз
О работе над «Этерной» стало известно в сентябре 2020 года, а в октябре вышел тизер сериала, снятый в Московской области. Режиссёром первой части стал Евгений Невский, сценарий написали Сергей Юдаков и Евгений Баранов. Специально для съёмок была создана компания Black Prince. Продюсерами сериала стали Евгений Баранов и Евгений Рене, креативными продюсерами — Никита Сугаков и Владислав Рубин.
До пандемии съёмки планировались в Словении, Венгрии и Чехии, но из-за коронавирусных ограничений их перенесли в Россию. Павильонные съёмки первой серии прошли на «Ленфильме», где было выстроено 2,5 тысячи м² декораций. Рокэ Алву сыграл Юрий Чурсин, Ричарда Окделла — Денис Нурулин, Альдо Ракана — Анар Халилов.
Премьера первой серии «Этерны» прошла 20 января 2022 года на «Кинопоиске». За сутки её посмотрели более 100 тысяч подписчиков — рекордная на тот момент аудитория для собственных проектов сервиса (прежде лучший результат принадлежал мистическому сериалу «Пищеблок»). Вслед за первой серией на «Яндекс. Музыке» вышла аудиокнига «Отблески Этерны: Красное на красном». По словам Веры Камши, был запланирован выход комиксов, сюжет которых погружает читателя в лор вселенной «Этерны», и началась работа над компьютерной игрой, события которой охватывают сразу несколько миров Ожерелья.
Съёмки продолжились летом 2023 года в Санкт-Петербурге, Пскове, Ивангороде, Дагестане и Узбекистане (Бухаре и Хиве). При этом авторы сериала заявили, что речь не о продолжении первой серии, а о перезапуске проекта, о попытке рассказать историю по-новому — с упрощением сюжета и усилением экшен-составляющей. Режиссёром стал Сергей Трофимов, сценаристами — Сергей Калужанов, Сергей Козин и Евгений Баранов, художником-постановщиком — Александр Арефьев, сменивший Анастасию Каримулину. Из актёров, появившихся в первой серии, остались только Юрий Чурсин, Валентина Ляпина, Данил Никитин и Фёдор Мишеев. Роль Ричарда Окделла получил Иван Трушин, Айрис Окделл сыграет Ксения Трейстер, Альдо Ракана — Антон Рогачёв, Робера Эпинэ — Павел Чинарёв.
В декабре 2024 года стало известно, что премьера сериала запланирована на апрель 2025 года. Позже её перенесли на 5 июля. 25 июня в Минске, в кинотеатре «Победа», состоялась международная премьера. 4 июля первые две серии показали в кинотеатрах 28 городов России.

## Оценки

### Пилотный эпизод
Первый эпизод сериала получил противоречивые оценки критиков и зрителей, а его рейтинг после премьеры (на 21 января 2022 года) на «Кинопоиске» составил всего 6,6 баллов. Рецензенты отмечали, что «Этерна» стала первым масштабным эпическим фэнтези российского производства, высоко оценивали общий визуальный стиль картины, достигающий кинематографического уровня, одобряли бережное обращение с литературным первоисточником и раскрытие героев, некоторые из которых получили в сериале более проработанные сюжетные линии, чем в романах Камши, отмечали попадание в образ большинства актёров. Практически все критики отмечали работу художников по костюмам, вдохновлявшихся живописью XVI—XVII веков, и специалистов по реквизиту. Отдельной высокой оценки удостоились обмундирование, выполненное по музейным образцам, и изготовленное для фильма холодное и бутафорское огнестрельное оружие.
Ключевым недостатком первой серии рецензенты сочли выбранный создателями формат экспозиции будущего сериала: при скромном хронометраже «Этерна: Часть первая» оказалась перегружена событиями и персонажами, которые раскрывали отдельные аспекты мира, но не оказывали заметного влияния на сюжет. Важным минусом, который обусловлен изменением съёмочных планов, стала декоративность павильонных съёмок и неестественность CGI-задников, эффект которых усилили книжные диалоги, звучащие на экране неестественно даже по меркам жанра.
По словам авторов сериала, прозвучавшая критика подтолкнула их к радикальным изменениям. «Увидев, что первая часть вызвала невероятный отклик у аудитории, — рассказал в интервью продюсер Михаил Китаев, — мы решили, что этот проект нужно развивать, дорабатывать слабые места пилота и масштабировать».

### Основной сериал
Обозреватель «Мира фантастики» Павел Ильин, посмотрев первые две серии, констатировал, что сценарий переписан полностью, на «уровне современных стримингов». Он одобрил то, как авторы шоу вводят зрителя во вселенную Камши, высоко оценил выбор актёров на основные роли. Исключением для рецензента стал Павел Чинарёв, играющий Робера, но здесь Ильин, по его словам, «готов дать шанс новому прочтению». Диалоги, по мнению критика, звучат более естественно, чем в пилоте, хотя в них осталась «некоторая театральность». В итоге «Этерна» оказалась «приличным сериалом, который смотрится лучше „Ведьмака“ и „Колеса времени“».
Мира Руднева из того же издания дала схожую оценку игре Чинарёва, назвала несомненным плюсом перезапущенной «Этерны» «низкий порог вхождения». По её словам, в новом виде сериал — «не дословная экранизация, но хорошая история, которую будет интересно посмотреть и не фанатам — то, о чём в пилоте забыли». Руднева увидела в первых двух сериях «объёмную картинку, профессионально поставленные бои и интересные отсылки».
Для Егора Козкина («Фильм.ру») «Этерна» — «обнадёживающий блокбастер, который выстоял под тяжестью собственных амбиций». Этого рецензента впечатлили масштабные декорации, «свежесть во взгляде главных актёров, вчерашних выпускников театральных институтов», «подача и авторская смелость». При этом Козкин заметил определённую схематичность сценария, банальность диалогов, неоригинальность саундтрека.
По мнению Ярослава Кандыбы («КиноРепортёр»), уже на раннем этапе «Этерна» выглядит «как потенциальная отправная точка для масштабной саги, способной занять особое место в отечественной индустрии»: «на стадии подготовки первого сезона была проделана работа по построению внутренней логики мира и созданию основы для возможных ответвлений — в том числе спин-оффов».